# Иродиада (повесть)

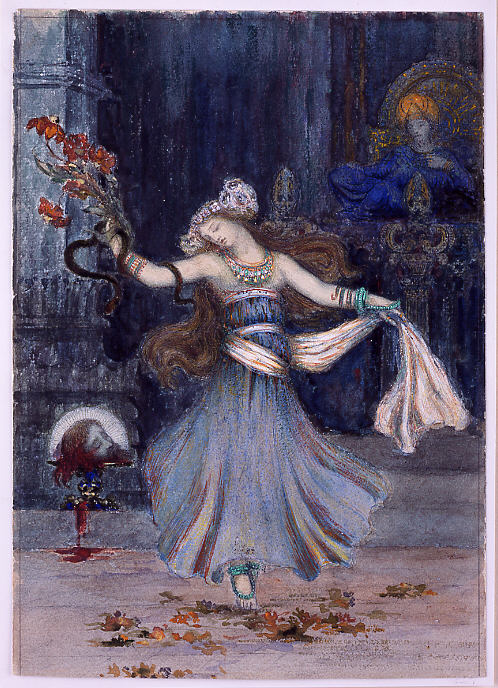
Картина Гюстава Моро «Саломея, танцующая перед головой Иоанна Крестителя». Метрополитен-музей, Нью-Йорк

Иродиада (фр. Hérodias) — повесть французского писателя Гюстава Флобера. Входит в состав авторского сборника «Три повести», изданного в 1877 году, в который также были включены повести «Легенда о св. Юлиане Милостивом» (фр. La Légende de saint Julien l’Hospitalier) и «Простая душа» (фр. Un cœur simple). Переведена на русский язык И. С. Тургеневым.
В «Иродиаде» Флобер даёт свою трактовку библейских легендарных образов и событий, связанных с Иоанном Крестителем, который был обезглавлен по желанию иудейской царицы Иродиады и её дочери Саломеи. «Иродиада» относится к последним произведениям писателя, которые при появлении в печати не имели читательского успеха.

## История создания

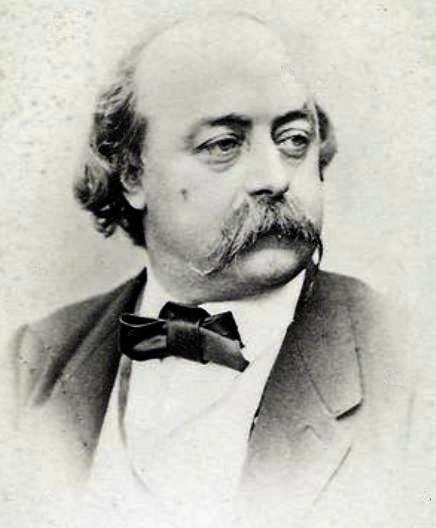
Гюстав Флобер в 1865 году

В период написания повестей писатель находился в очень тяжёлом материальном положении, так как в 1875 году решил прийти на помощь и выручить мужа любимой своей племянницы Каролины де Комманвиль. Её муж управлял также имуществом писателя и ему грозило разорение из-за участия в различных рискованных спекуляциях, от чего мог разориться и сам Флобер. Чтобы расплатиться с самыми неуступчивыми и нетерпеливыми кредиторами, писатель продаёт за двести тысяч франков свою ферму в Довиле, а также занимает деньги в разных местах. Для писателя финансовая независимость означала прежде всего возможность свободного творчества. В этот период он рассчитывал улучшить свое материальное положение изданием новых литературных работ.
Кроме финансовых проблем, Флобер испытывает проблемы со здоровьем и как следствие упадок сил и подавленное настроение. В письме к Жорж Санд от 27 марта 1875 года он писал: «Я чувствую себя старым, изношенным, всё вызывает отвращение. И люди раздражают меня так же, как я сам. Всё же я работаю, но без воодушевления, точно тащу тяжелую ношу, а быть может, я и болею от работы, ибо взялся за безумную книгу. Я блуждаю, как старик, в своих детских воспоминаниях…».

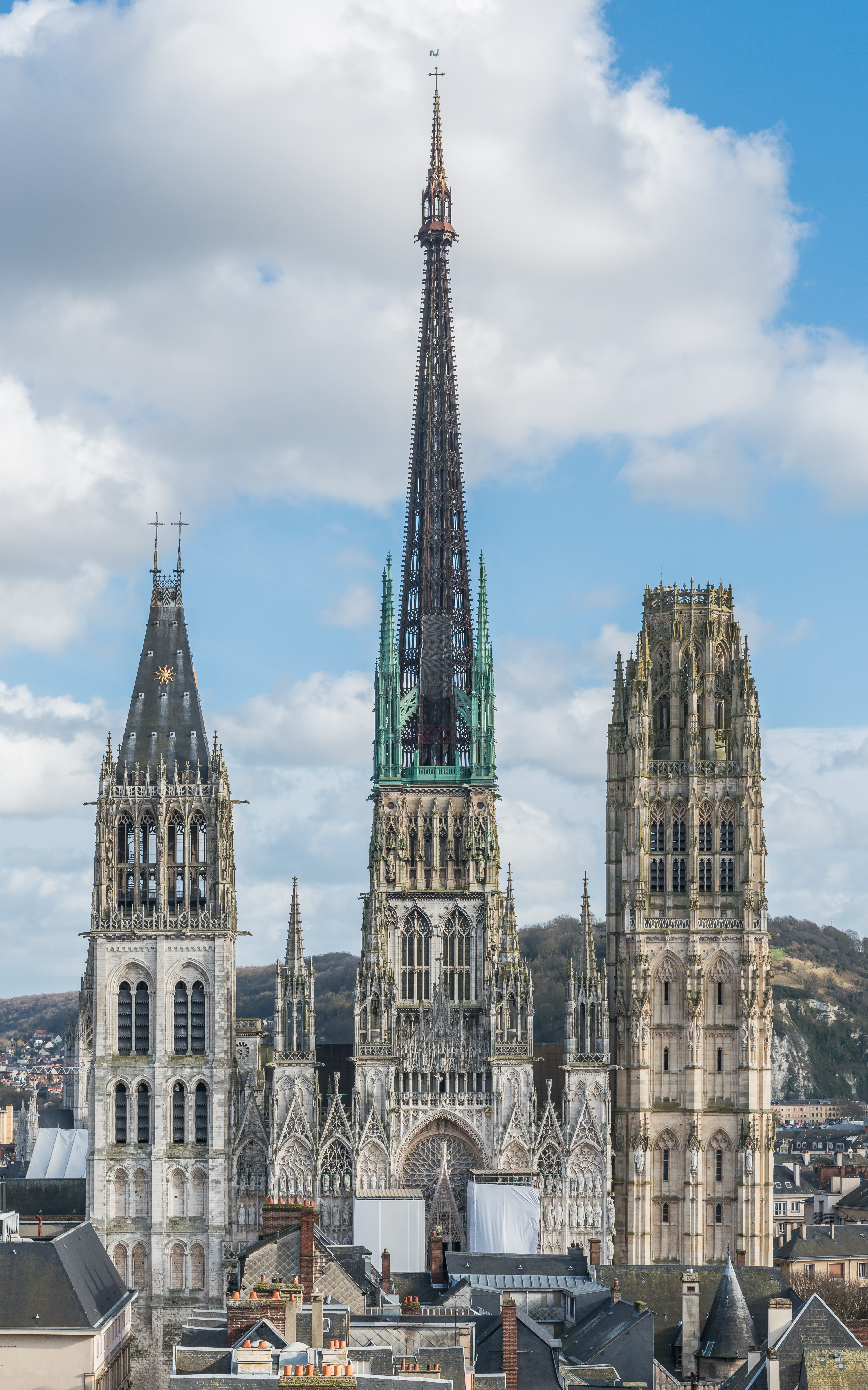
Вид Руанского собора с Часовой башни

В этот период он решает воплотить в литературе легенду о святом Юлиане Милостивом «чтобы узнать, в состоянии ли я написать хотя бы одну фразу, в чём я очень сомневаюсь». В письме к И. С. Тургеневу от 3 октября 1875 года Флобер замечает, что хочет «написать небольшую повесть — легенду, которая изображена на витражах Руанского собора. Она будет очень короткой, страниц тридцать, не больше». Флобер — уроженец Руана, который часто там бывал и в зрелом возрасте. Единственный сохранившийся изначальный портал собора — северный (портал Иоанна Богослова), представляющий сцены из жизни Иоанна Богослова и Иоанна Предтечи, на тимпане которого также представлены скульптурные сцены, повествующие об отсечении головы Иоанна Крестителя, и танец Саломеи. В письме к Роже де Женетт от 20 апреля 1876 года Флобер сообщает о своём желании написать «Историю Иоанна Крестителя». Здесь же он отмечает, что его волнует «подлая трусость Ирода перед Иродиадой», но отмечает, что это пока не более чем мечта, но ему «очень хотелось бы покопаться в этом». Кроме того, если будет реализован данный замысел, то он намерен написать три повести, которые к осени можно будет выпустить в одной книге.

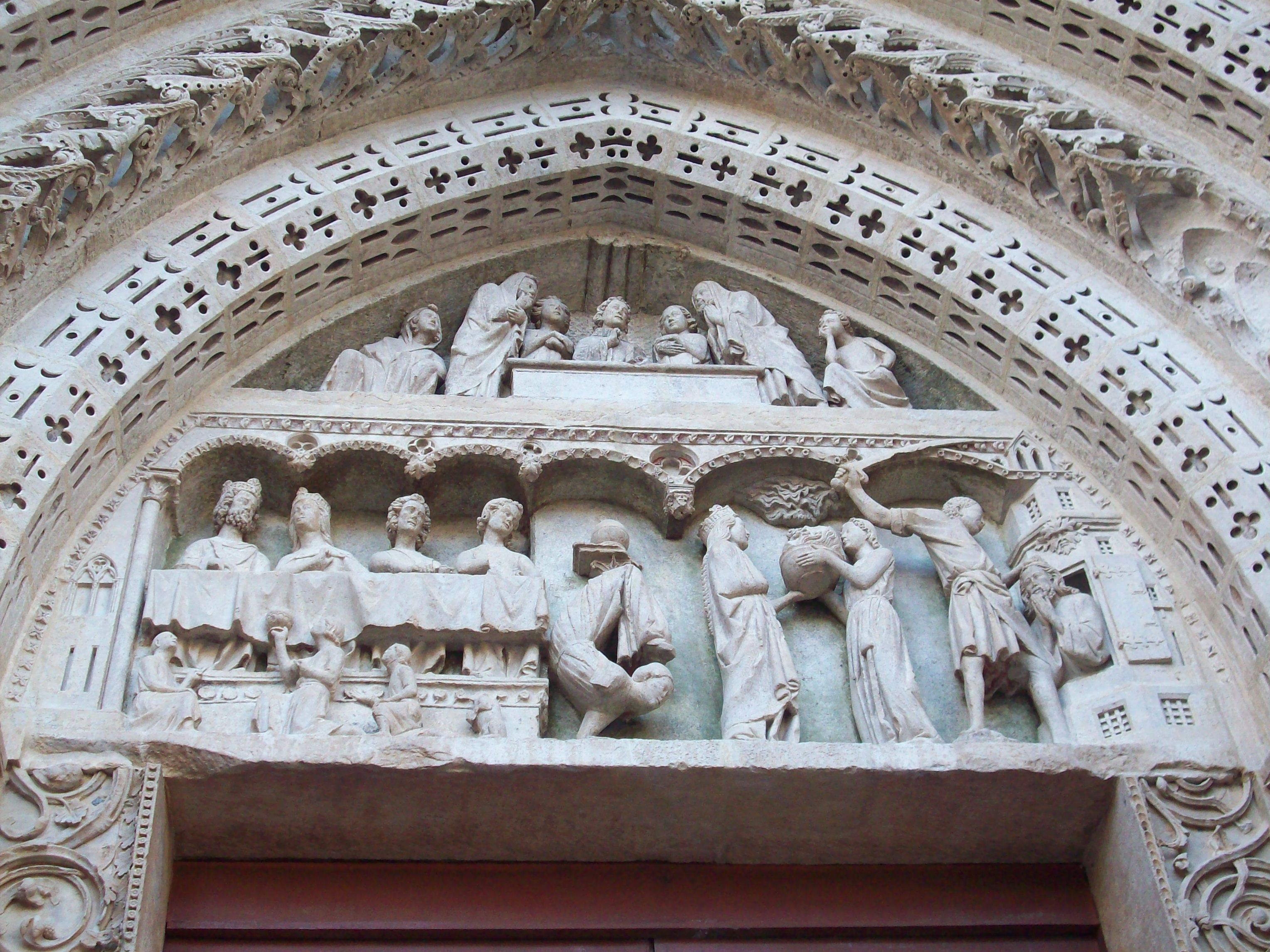
Тимпан портала Иоанна Богослова Руанского собора. Саломея (в центре) танцует на руках (правая рука отколота), держа голову Иоанна Крестителя в своих ногах

Биографы и исследователи творчества писателя отмечают, что замысел «Иродиады» в той иной мере был навеян скульптурной композицией, изображающей танец Саломеи, на соборе его родного города, куда он неоднократно ходил в детстве и в уже зрелые годы.
Ещё Анатоль Франс в предисловии к изданию «Иродиады» писал:
Может статься, Флобер, получивший воспитание в Руане и часто ездивший туда позже, впервые возымел мысль об этом трагическом рассказе, когда увидел Саломею Руанского собора. Её скульптурное изображение находится на фронтоне левых дверей западного фасада, среди сцен, рисующих историю св. Иоанна Крестителя. Она танцует, стоя на голове, вернее, на руках. Поза эта создала ей среди руанцев известность, которую иным способом ей бы не приобрести. Ибо в ней нет ничего привлекательного. Опрокинутая головой вниз, в длинном своём платье, она кажется какой-то монахиней средневековья, одержимой дьяволом.

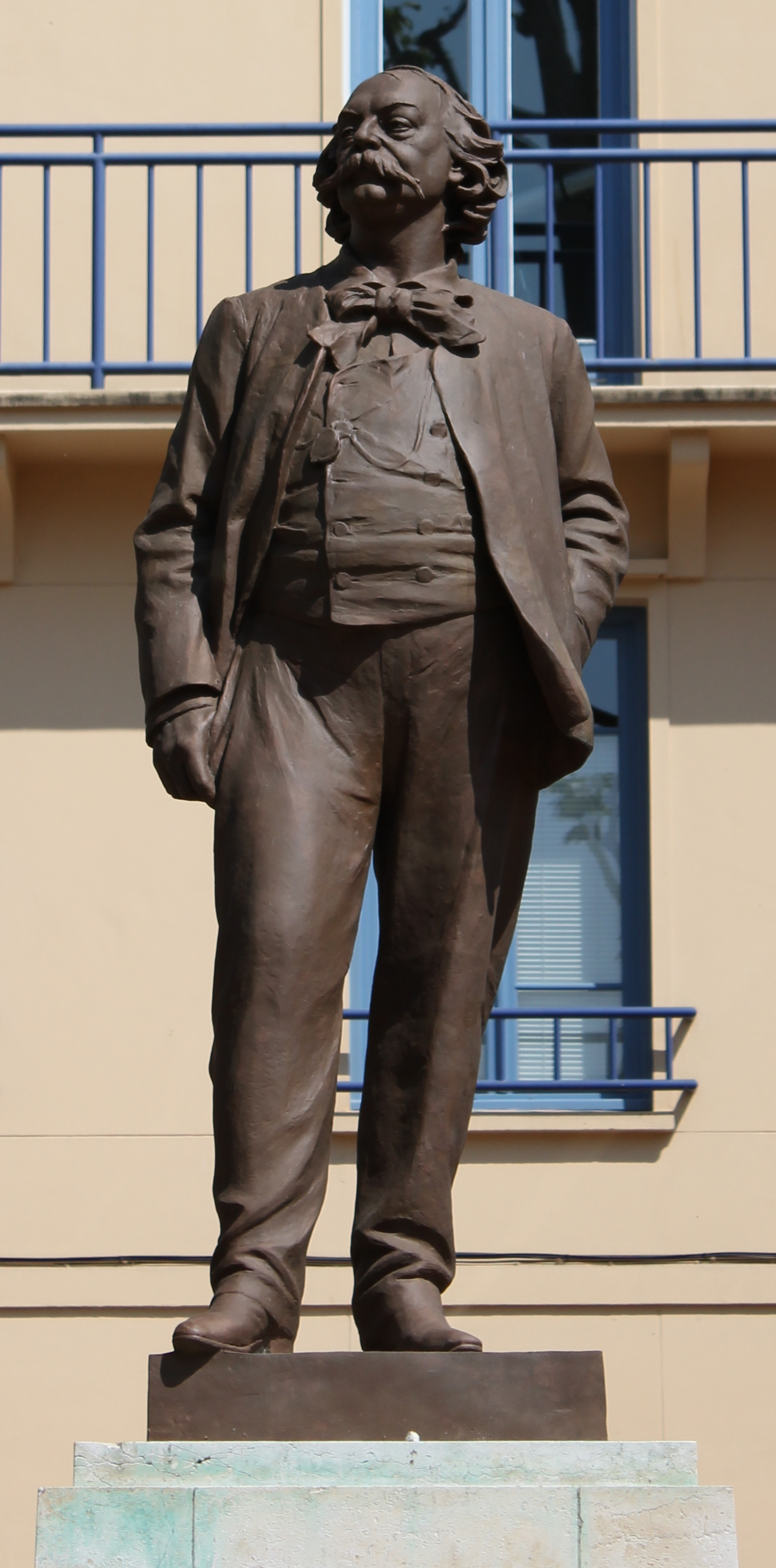
Памятник Флоберу в Руане

Однако, по мнению Франса, не следует слишком буквально воспринимать впечатления от образов Руанского собора и их художественного воплощения в повести Флобера: «И всё же отнюдь не об этой скверной скульптуре думал Флобер, когда писал в своей „Иродиаде“ заключительную фразу самого чудесного из когда-либо сделанных описаний танца: „Она упала на руки, пятками вверх и так пробежала по помосту, словно огромный скарабей“». М. М. Бахтин отмечал, что «Флобер не воспроизвёл гротескной идеи танца (головою вниз)». Высказывалось предположение, что нахождение Саломеи в такой необычной позе на барельефе Руанского собора было отсылкой к исполнительской практике средневековых жонглёров, которые давали представления в том числе и на религиозные сюжеты, например, моралите. Подобная поза была распространена во многих культурах и в различные эпохи (см. гимнастический мост, поза колеса в йоге — чакрасана). 

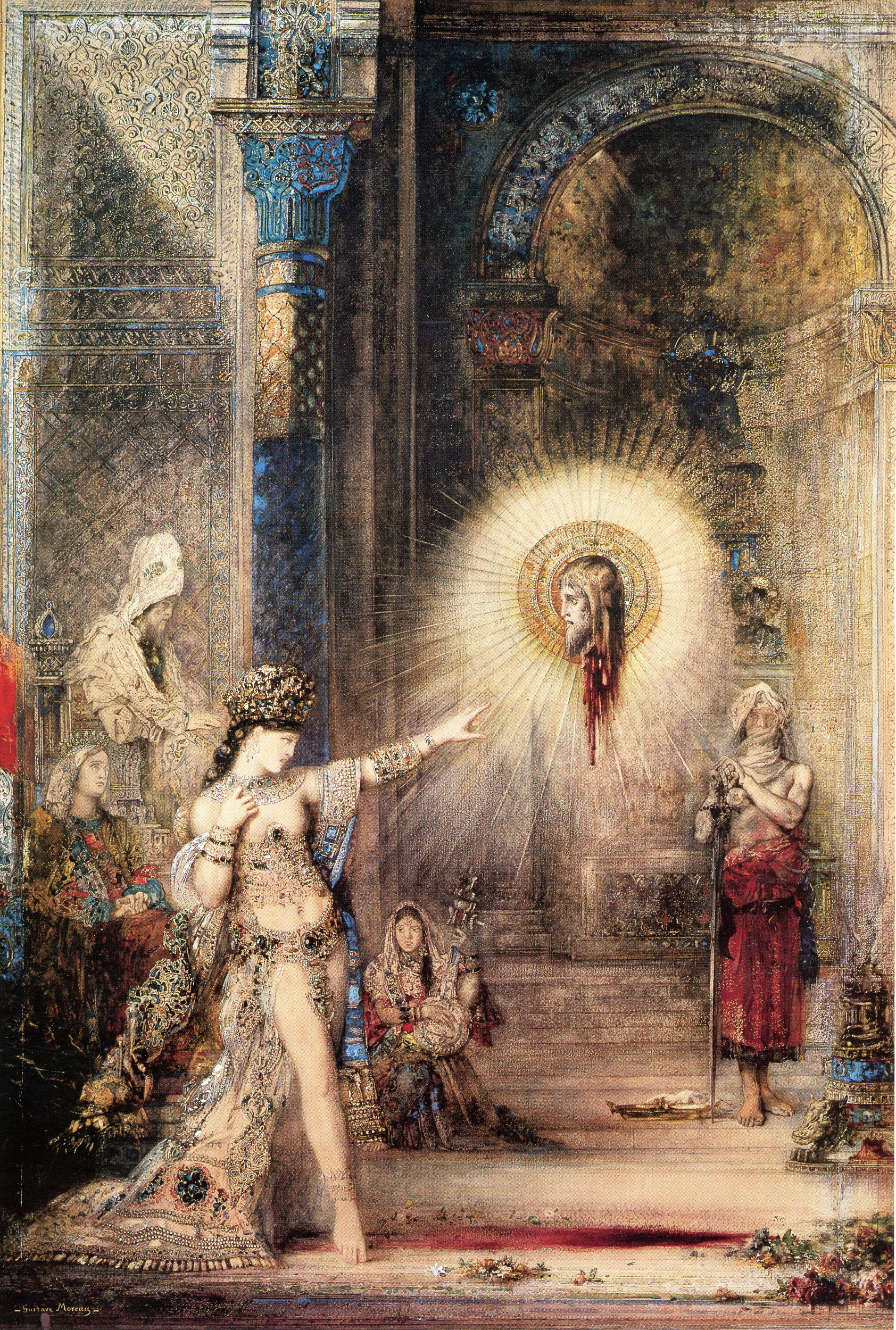
Картина Гюстава Моро «Явление». Музей Орсе, Париж

 Также подтолкнуть Флобера к развитию этого сюжета могли картины, посвящённые той же теме и выставленные в Парижском салоне 1876 года, который писатель посетил; в частности, два полотна Гюстава Моро — «Саломея, танцующая перед Иродом» и «Явление», о чём он писал Тургеневу. Художник написал целый ряд картин и в целом создал около сотни изображений на этот библейский сюжет, которые оказали также влияние на творчество Оскара Уайльда и Гюисманса на эту тематику. В романе «Наоборот» французского писателя герцог дез Эссент больше всего восхищался творчеством Гюстава Моро, купив его две картины «Саломея» и акварель «Явление», которые подробно описаны в пятой главе книги и служат предметом его восхищения: «На акварели Саломея предстала более чем реальной — созданием горячим и жестоким; и была её жизнь по-особому и грубой и тонкой, как возвышенной, так и низкой, чем и пробудила она чувства старца, покорив волю его и опьянив, точно цветок любви, взошедший на земле похоти в садах святотатства». С этим романом, как и с повестью, был знаком Оскар Уайльд, а также с картинами Моро на эту тематику.
Кроме того, считается, что танец Саломеи был написан Флобером под впечатлениями от культа богини Исиды, восточных танцев, которые писатель видел при путешествии в Египет: прежде всего его восхитили танцовщицы Кучук Ханем и Азиза, в чьём искусстве он видел историческую преемственность с прошлыми эпохами.
Для работы Флобер — по методу, который он выработал в ходе написания своего исторического романа «Саламбо», — привлёк многочисленные источники, из которых наиболее значительными, помимо «Нового завета» и сочинений Иосифа Флавия, являются «Жизнь двенадцати цезарей» Гая Светония Транквилла и работы историка христианства и филолога Эрнеста Ренана. Также Флобер ознакомился с древней и современной ему обширной литературой по восточной культуре. Франс отмечал, что было бы большой ошибкой считать, что Флобер удовлетворился только тем, что перелистал Флавия: «Скажу без преувеличения, что он прочёл по меньшей мере пятьдесят томов, прежде чем взялся за перо». Писатель довольно точно передаёт историю заточения Иоанна Крестителя, эпизод с пиром и танцем Саломеи и, наконец, убийство пророка. Центральным образом повести должны были стать Иоанн Креститель, Ирод и Иродиада: «Меня в этой истории прельщает Ирод, его положение правителя… и хищный образ неукротимой, коварной Иродиады, помеси Клеопатры и Ментенон».
В октябре 1876 года Флобер пишет Ги де Мопассану: «Через недельку (наконец-то) берусь за свою „Иродиаду“. С подготовительными заметками покончено, и теперь я разбираюсь в плане. Самое трудное при этом — постараться, насколько возможно, обойтись без необходимых разъяснений». Установлено, что эти заметки занимают 57 листов; на первом из них — подробный план повести, далее следуют различные историографические, археологические, географические, культурные и другие собранные им сведения. Отдельный лист посвящён биографии и характеру Иродиады. Первая страница рукописи в процессе работы над повестью переписывается писателем девять раз.
Эдмон де Гонкур 1 сентября 1876 года в своём «Дневнике» отмечает кропотливую и тяжёлую работу писателя над повестью — «плод этих девятисот рабочих часов — новелла в тридцать страниц»:
По словам Флобера, в те два месяца, что он просидел, как замурованный, в комнате, жара как-то способствовала его творческому опьянению, и он трудился по пятнадцати часов в сутки. Он ложился в четыре часа утра, а с девяти, сам этому удивляясь, уже опять сидел за письменным столом. То был каторжный труд, прерываемый только вечерним купанием в прохладных водах Сены.

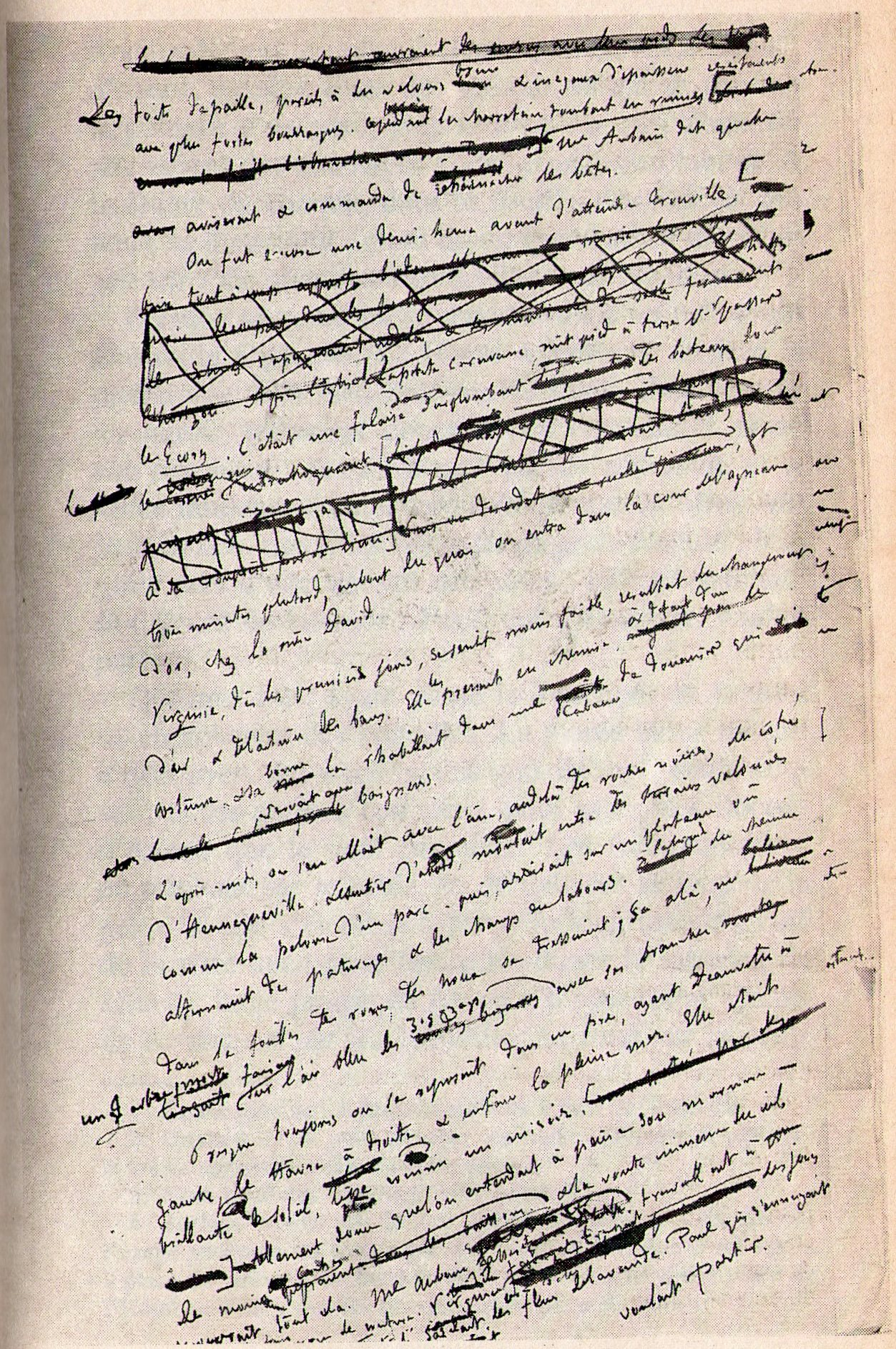
Страница рукописи повести Флобера «Простое сердце»

Ги де Мопассан, характеризуя художественный метод Флобера и присущий ему перфекционизм, писал:
При отделке своих сочинений Флобер доходил до мельчайшей точности: он наводил специальные справки, на которые тратил иногда около недели и более, для подтверждения самому себе какого-нибудь ничтожного факта или отдельного слова. Как-то за завтраком Александр Дюма так выразился нам о нём: „Какой изумительный работник этот Флобер! Он готов вырубить целый лес для каждого выдвижного ящика своей мебели“
Точно известно, когда Флобер окончил переписку набело третьей своей повести — в 3 часа ночи с 14 на 15 февраля 1877 года, о чём говорится в его письмах от 15 февраля корреспонденткам Роже де Женетт и Леони Брэнн. Эмиль Золя указывает, что Флобер считал свою работу над «Тремя повестями» фактически отдыхом, и замечает, что «На каждую из них он потратил около шести месяцев». Сам Флобер точно определяет временные рамки создания «Иродиады» с августа 1876 года по февраль 1877 года.
На русский язык повесть перевёл Тургенев, который также перевёл и «Легенду о св. Юлиане». Во многом обращение к переводам и помощь в их издании со стороны Тургенева были вызваны желанием помочь Флоберу с разрешением его материальных проблем. От самостоятельного перевода повести «Простое сердце» Тургенев отказался, так как она ему не понравилась, а также по очевидным цензурным затруднениям. Ознакомившись с последней повестью флоберовского цикла, он был восхищён и решил взяться за перевод лично. Так, в феврале 1877 года он сообщил редактору петербургского журнала «Вестник Европы» М. М. Стасюлевичу: «Флобер вернулся на днях из Руана (где у него дом) в Париж — и привёз другую легенду — „Иродиаду“, которую он мне прочёл — и которая меня поразила как совершенный chef-d’œuvre! Я непременно хочу перевести и её». После издания переводов в мае 1877 года, в 1880 году русский писатель включил переводы из Флобера в очередное собрание своих сочинений, что видимо подчёркивает то значение, которое он придавал этой работе.

## Сюжет
Действие повести происходит в Махэрусской крепости в горном регионе восточнее Мёртвого моря в последний период правления римского императора Тиберия. Внутри цитадели находится дворец тетрарха Ирода Антипы, сына царя Ирода Великого. Тетрарх ждёт прибытия своих союзников римлян.
Антипа развёлся с дочерью аравийского царя, для того чтобы взять за себя Иродиаду — жену своего единокровного брата Филиппа. Иродиада сообщает своему мужу радостную для них весть, что Ирод Агриппа, его племянник и её брат, являющийся их политическим противником, который, как и он, претендовал на царский титул, по приказу Тиберия был посажен в тюрьму. Иродиада находится в самом центре политической борьбы и интриг, она рассказывает мужу о своих действиях «о подкупе клиентов, о вскрытых письмах, о лазутчиках, приставленных ко всем дверям»: «С самых младых ногтей она питала мечту о великом царстве».
Иродиада питает ненависть к пророку Иоканаану (древнееврейское имя Иоанна Крестителя), который не давал ей спокойно жить, так как она ранее вынесла от него унижение и её уязвлённая гордость не даёт ей покоя. Иоаканаан обвиняет её в кровосмесительной связи с Антипой, являющимся единокровным братом её бывшего мужа Филиппа, к тому же Иродиада являлась племянницей им обоим. Кроме того, по её словам, он тревожит народ, возбуждая в нём надежды. По мнению Иродиады, муж проявляет слабость, оставляя пророка живым. Антипа же считает, что не следует спешить, так как из этого положения можно извлечь некоторую пользу. Позже тетрарху докладывают, что к нему в крепость прибыл римский проконсул Сирии Луций Вителлий со своими подчинёнными и с сыном Авлом Вителлием.
Тетрарх находится в трудной политической ситуации, маневрируя между своими соседями и имперскими устремлениями римлян, планируя «либо смягчить аравитян, либо заключить союз с парфянами», умиротворить евреев и укрепить свои владения. Антипа «под предлогом именинного торжества», планируемого с далеко идущими политическими целями, устраивает пышное пиршество в просторном зале. Во время проведения торжества ведутся оживлённые политические и религиозные споры между различными социальными и религиозно-политическими группами (фарисеями, саддукеями, ессеями, самаритянами): люди вспоминают о Иисусе и Иоаканаане, по поводу воскресения из мертвых и чудес Иисуса.
После появления Иродиады на пиру появляется её дочь, красавица Саломея, которая начинает танцевать. Её соблазнительный танец заставляет сладострастно расчувствоваться Антипу, который пообещал выполнить любое её желание вплоть до половины царства. Саломея, по наущению своей матери, попросила у него смерти Иоканаана, даже первоначально не вспомнив, как его зовут. Тетрарх, связанный словом и с согласия Вителлия, отдаёт приказ казнить пророка. После чего палач, вернувшись из тюрьмы, где в яме находился пророк, и положив голову на блюдо, передал её сначала Саломее, позже и присутствующие её осмотрели. Постепенно торжество закончилось и зал опустел. Подавленный Антипа ещё долго смотрел на голову пророка. Утром трое мужчин, взяв голову Иоканаана, направились с ней по дороге в сторону Галилеи.

## Критика
Эдмон де Гонкур 18 февраля 1877 года в своём «Дневнике» записывает впечатления от чтения Флобером в этот день «Иродиады»:
Я слушаю, и мне становится грустно. Конечно, я искренне желаю Флоберу успеха, необходимого ему и для душевной бодрости, и для хорошего физического самочувствия. Многое в новелле, бесспорно, очень удачно, есть и красочные картины, и свежие эпитеты, но сколько в ней по-водевильному надуманного, какое обилие мелких современных чувств, кое-как втиснутых в эту сверкающую архаическую мозаику. И, несмотря на могучее завывание чтеца, всё это представляется мне детской забавой, игрой в археологию и романтизм.
В целом издание повестей первоначально в журнальном варианте, а затем и виде отдельного тома заслужило в прессе положительную критику. Так, Теодор де Банвиль в «Насьонале» отозвался следующим образом: «Три абсолютных и безупречных шедевра, созданные с поэтической мощью автором, уверенным в своем таланте. Об этом произведении, достойном пера гения, можно говорить только с восхищением».
А. Франс указывает, что Флобер при работе над повестью особенно добивался исторической точности, и называет его подлинным поэтом — «сей могущественный заклинатель духов умел придать смутным теням истории формы и краски». По его мнению, «Иродиада» — это чудесная поэма, написанная на основе бледного повествования Иосифа Флавия, где писатель представил «образы Антипы и Иродиады, которые он дал в своей сдержанной и сильной манере, производящей такое большое впечатление; мы видим, как, соблюдая единство времени и места, собрал он разбросанные и вялые сцены и вписал в столь тесную раму огромное полотно».
В. А. Луков, анализируя художественное претворение библейской притчи в «Иродиаде», резюмирует свои мысли в следующих замечаниях: писатель переносит основной конфликт повести с религиозного на нравственно-политический, показывает противопоставленность раздираемой распрями знати народным массам («Гибель Иоканана — лишь момент этого конфликта»); повесть «тесно связана со всем творчеством Флобера и представляет собой реалистическое в своей основе произведение».
По мнению Анри Труайя, в «Иродиаде» Флобер возродил «жестокость, сладострастие и варварские краски своего романа» «Саламбо». Три главных героя, благодаря таланту писателя, получают великолепные характеристики:
Ирод Антипа, трусливый и жестокий деспот, дрожит за своё положение тетрарха. Иродиада, его супруга, честолюбивая и коварная, не отступает ни перед чем ради сохранения своей власти. Саломея, юная грациозная девушка, очаровывающая мужчин, простодушно служит преступным замыслам матери. Танец этой девственницы, вдохновленный сладострастным покачиванием бедрами перед Флобером Кучук Ханем, трагически завершает судьбу святого и пророка Иоанна Крестителя.
В. Г. Решетов, исследователь образа Иродиады и Саломеи в мировой культуре, также отмечает реалистическую трактовку писателем библейского сюжета, основанную на глубоком использовании имеющихся в распоряжении Флобера исторических свидетельств и источников. По его мнению, французский писатель создаёт картины восточной пышности, где с первых страниц лейтмотивом является красный цвет с различными его оттенками — «цвет страсти, гнева, крови, что подчёркивает трагический характер развивающихся событий».

## Влияние
- По мотивам повести была создана опера «Иродиада» в четырёх актах французского композитора Жюля Массне.
- Под влиянием повести и стиля Флобера Оскар Уайльд написал свою пьесу «Саломея»[20].